# Campo di maggio
Campo di maggio è un film del 1935 scritto e diretto da Giovacchino Forzano.

## Genesi
Il dramma, che risultava inizialmente scritto dal solo Giovacchino Forzano, fu rappresentato per la prima volta al Teatro Argentina di Roma il 20 dicembre 1930 dalla compagnia teatrale Za-Bum di Mario Mattoli.
Benito Mussolini concesse all'amico Forzano di inserire anche il suo nome sui manifesti destinati alle rappresentazioni all'estero. Da questo traspare la collaborazione tra il regista e Mussolini. Forse scritto a quattro mani o forse solo ideato o suggerito dal Duce (che avrebbe poi apportato personalmente alcune modifiche nelle successive rappresentazioni) l'opera non presenta particolari meriti artistici o storici se non quello di creare una sorta di parallelismo tra Mussolini e Napoleone Bonaparte, un personaggio storico da sempre amato dal capo del fascismo italiano. Ciò è evidente anche dall'interpretazione dell'attore Corrado Racca che imita la gestualità e la parlata di Mussolini. La storia è ispirata alla propaganda antiparlamentarista: il parlamentarismo francese avrebbe impedito a Napoleone di agire liberamente e avrebbe portato alla fine dell'Impero.
Vi è qui, secondo le intenzioni del regime, la dimostrazione della inutilità della Camera e della necessità di un capo forte per la buona conduzione di uno Stato.

## Trama
Come la rappresentazione teatrale, il film ripercorre gli ultimi cento giorni dell'epopea napoleonica con il ritratto di un duce dalla risurrezione alla sconfitta definitiva.
Napoleone lascia l'esilio dell'Isola d'Elba per approdare in Francia. A Grenoble le truppe dell'esercito francese, invate per fermarlo, cambiano fronte e lo scortano sino a Parigi, dove convoca i Rappresentanti del popolo al Campo di Marte, ribattezzato "Campo di Maggio". Dopo la Battaglia di Waterloo i deputati gli negano i poteri dittatoriali chiedendogli di abdicare. La pellicola si conclude con il commiato dalla madre e dai familiari.

## Produzione
Il film fu girato negli stabilimenti cinematografici di Tirrenia, prima città del cinema italiana, e in esterni all'Isola d'Elba, a San Piero a Grado (per la battaglia di Waterloo), a Colle di Val d'Elsa (per l'ingresso di Napoleone a Grenoble).
Fu contemporaneamente girata una versione in lingua tedesca, Hundert Tage, con la regia di Franz Wenzler.

## Distribuzione
Campo di maggio uscì nelle sale cinematografiche italiane lunedì 4 marzo 1935 e uscì in Francia, sempre nel 1935, con il titolo Les Cent Jours (I Cento giorni).
Il film era scomparso dopo la caduta del fascismo ed è stata ritrovata una copia di lavorazione, che presenta varie lacune, presso il CNC - Archives Françaises du Film, e riproposto nella rassegna Il cinema ritrovato a Bologna nel 1992.

## La critica
Per La Stampa: «...si potrebbe obiettare che qualche scena andava senz'altro tolta dal soggetto e alcune altre abbreviate per amor di sintesi e per non toglliere l'impressione più vivida degli episodi assolutamente essenziali.»
Per il Corriere della Sera: «(...) Forzano ha sentito ancora una volta vivificare tutti i motivi patetici ed epici di quella vicenda grandiosa, dandosi un'opera colorita e piena di entusiasmo, e che senza dubbio trascinerà gli spettatori. (...) [la battaglia di Waterloo] è senza dubbio la parte più nuova e, dal punto di vista cinematografico, la più importante del film.»